# ماري أندرسون (ممثلة)
ماري أندرسون (بالإنجليزية: Mary Anderson)‏  (و. 1859 – 1940 م) هي ممثلة، وممثلة مسرحية، وممثلة أفلام أمريكية، ولدت في ساكرامنتو، كاليفورنيا، بدأت مشوارها المهني سنة 1875، توفيت عن عمر يناهز 81 عاماً.

## معرض صور

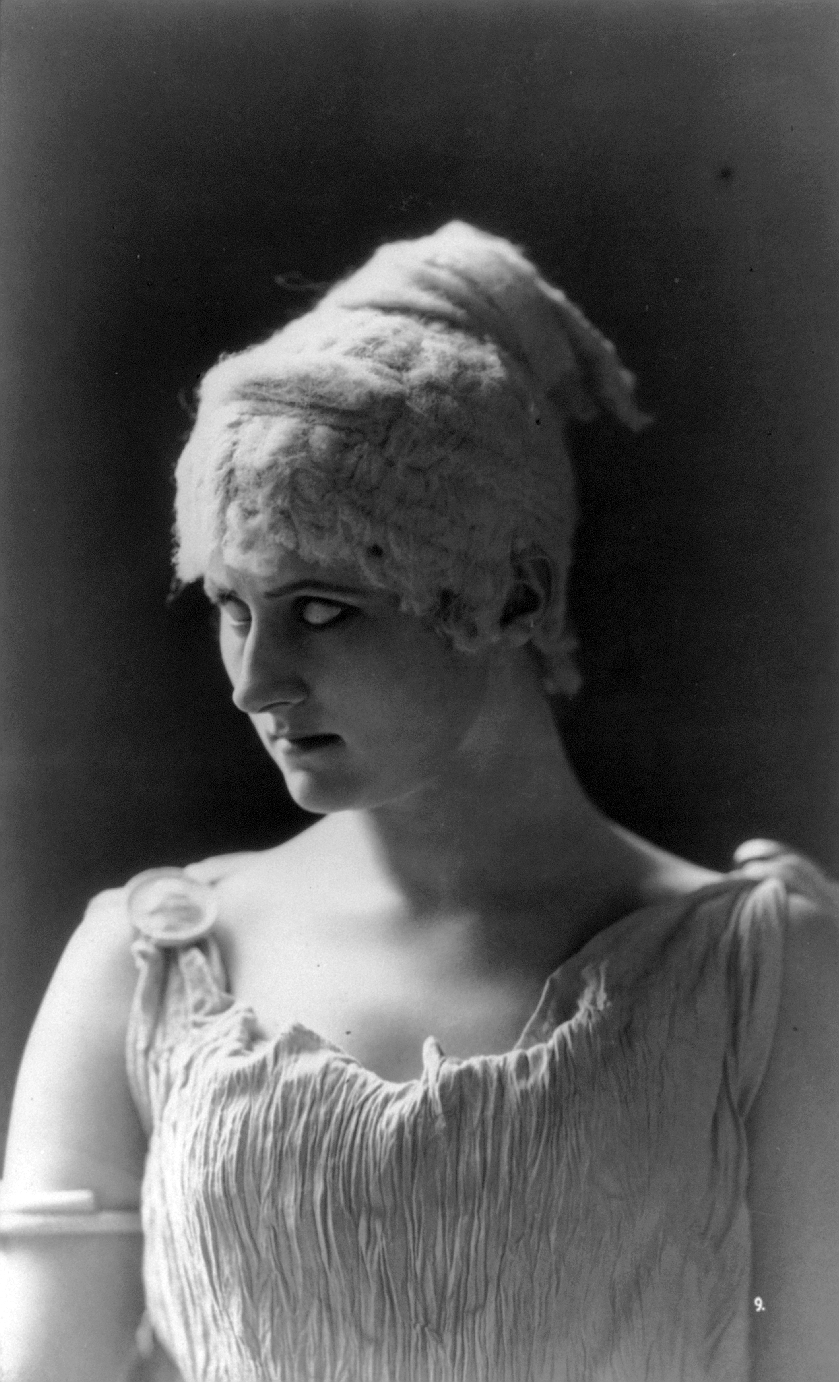
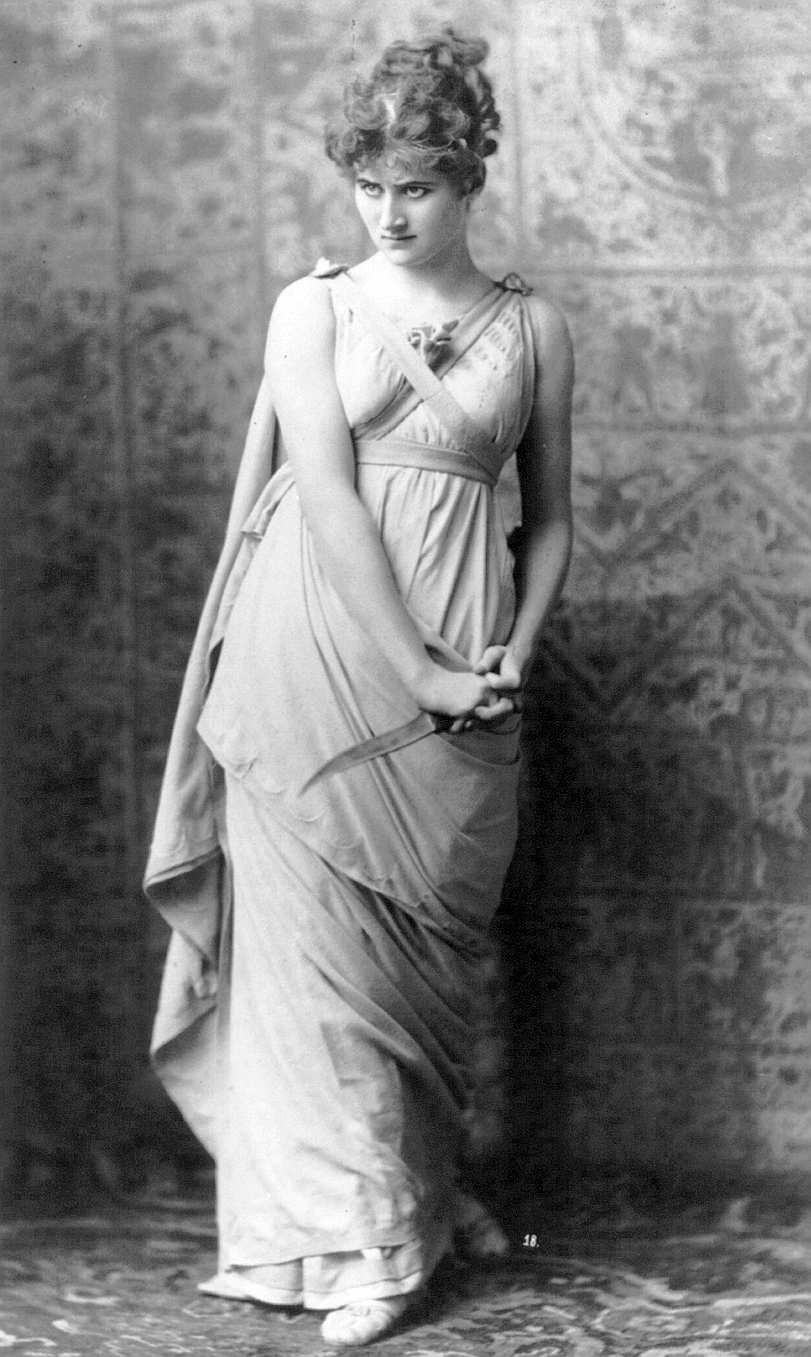
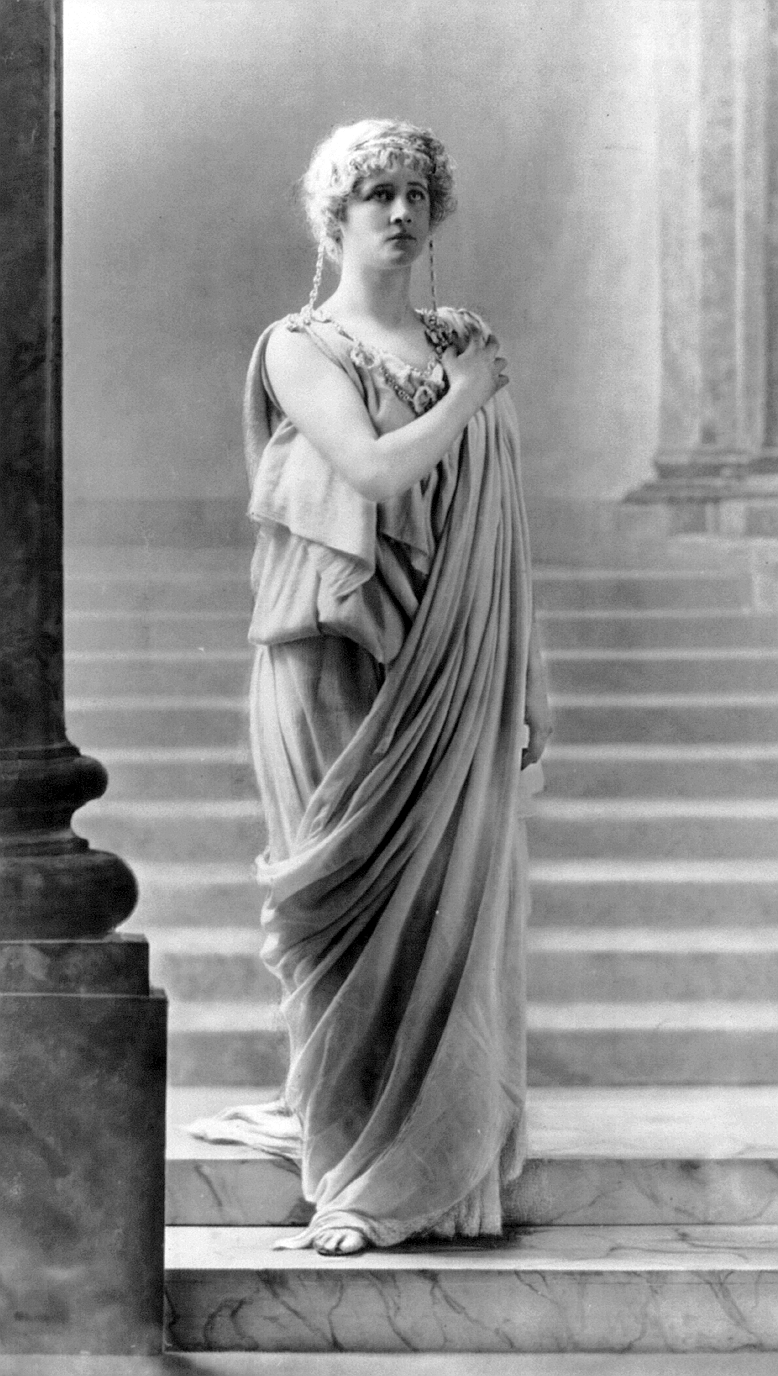
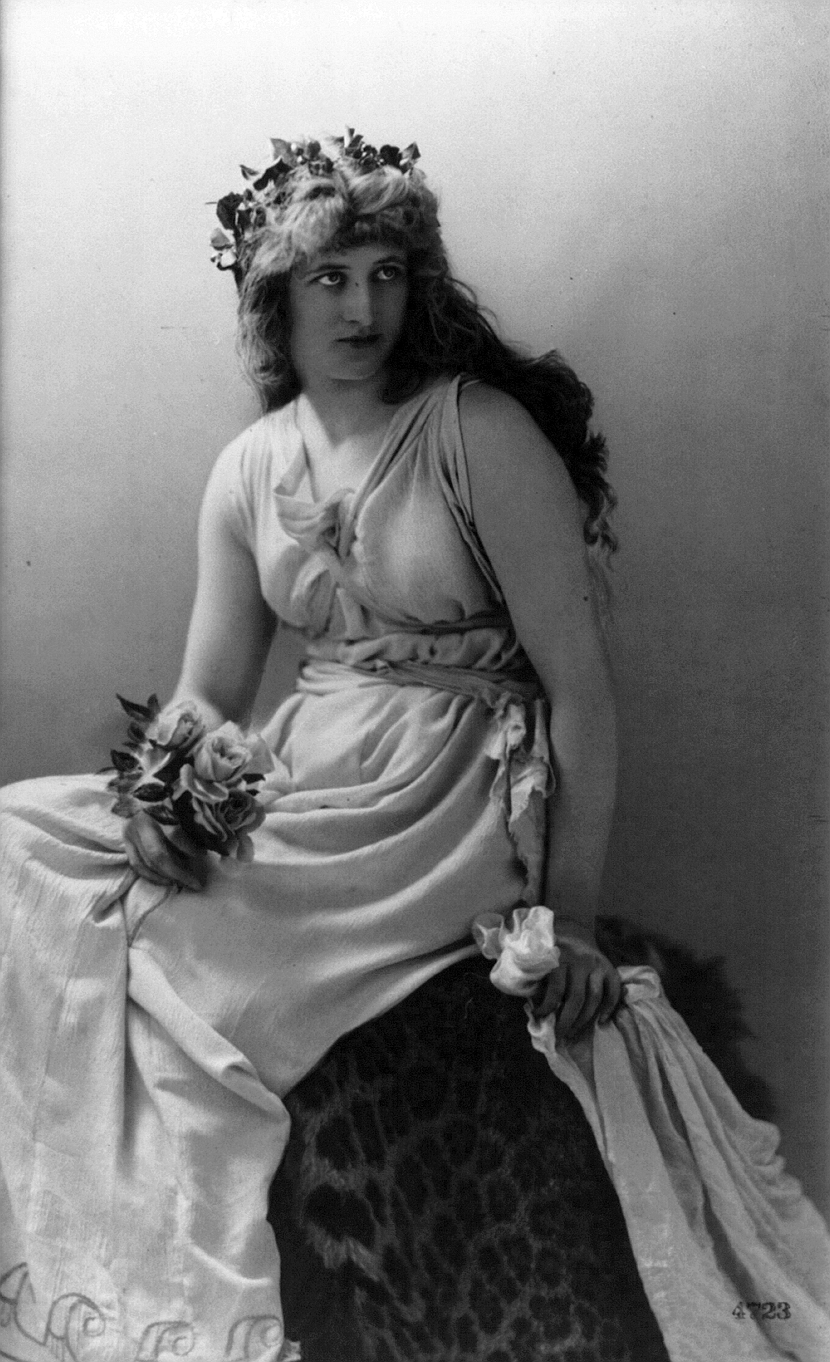

## وصلات خارجية
- ماري أندرسون على موقع IMDb (الإنجليزية)
- ماري أندرسون على موقع الموسوعة البريطانية (الإنجليزية)
- ماري أندرسون على موقع قاعدة بيانات برودواي على الإنترنت (الإنجليزية)

- ماري أندرسون في قاعدة بيانات الأفلام على الإنترنت